# Robinson Dvoranen
Robinson Alessandro Dvoranen (ur. 23 grudnia 1983 w Maringá) – brazylijski siatkarz, grający na pozycji przyjmującego, reprezentant Brazylii.

## Sukcesy klubowe
Liga brazylijska:
- 2012
- 2008

Klubowe Mistrzostwa Ameryki Południowej:
- 2009

Liga rumuńska:
- 2013

Puchar Portugalii:
- 2021

Liga portugalska:
- 2022[3]
- 2021

Puchar Cypru:
- 2023[4], 2024[5]

Liga cypryjska:
- 2023[6], 2024[7]
- 2025[8]

## Nagrody indywidualne
- 2024: MVP finału Pucharu Cypru